# Adam West
Adam West, nascido William West Anderson (Walla Walla, 19 de setembro de 1928 – Los Angeles, 9 de junho de 2017), foi um ator e dublador norte-americano.
Estreou na carreira artística em 1957 no filme Voodoo Island, no qual não teve seu nome creditado. Participou de inúmeros seriados de televisão mas ficou conhecido ao interpretar Batman no seriado homônimo que foi ao ar de 1966 a 1968, onde dividiu a cena com o Robin, de Burt Ward.
Ele também apareceu no filme de ficção científica Robinson Crusoe on Mars (1964) e dublou as séries animadas The Fairly OddParents, The Simpsons e Family Guy, interpretando versões fictícias de si mesmo nos três.

## Biografia

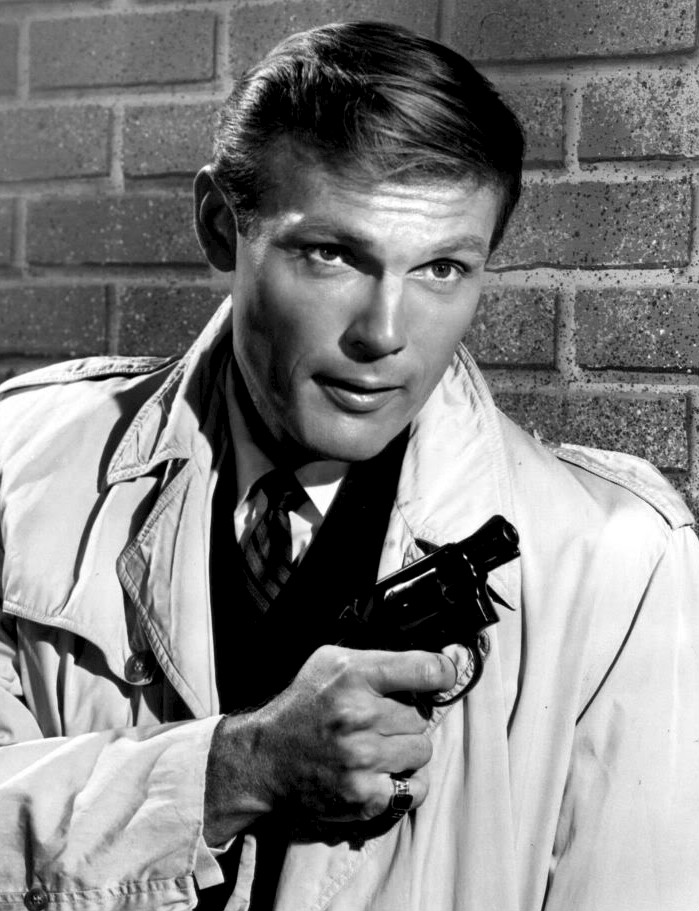
Adam West em The Detectives, 1961

Adam West nasceu em 19 de setembro de 1928, em Walla Walla, filho de Otto West Anderson (1903 – 1984) e Audrey V. Speer (1906 – 1969).
Aos 10 anos Adam colecionava quadrinhos e o personagem Batman o impressionou bastante. Quando sua mãe casou novamente, desta vez com Dr. Paul Flothow, mudaram-se para Seattle, junto com seu irmão mais novo, John. Aos 14 anos Adam entrou na Lakeside School e em seguida cursou o Whitman College, formando-se em Literatura e Psicologia. Durante seu último ano na faculdade casou-se com Billie Lou Yeager. 
Adam começou a trabalhar como DJ numa estação de rádio enquanto fazia uma pós graduação em Stanford. Dispensado do exército, passou dois anos tentando colocar uma estação de TV militar no ar - uma em San Luis Obispo, Califórnia e outra na área militar Fort Monmouth, Condado de Monmouth, Nova Jérsei.
Nesse meio tempo, viajou pelo mundo com a esposa, até que parou no Havaí, onde estrelou um programa infantil chamado The Kini Popo Show in Hawaii. Nessa época divorciou e em seguida casou com uma dançarina taitiana chamada Ngatokorua Frisbie Dawson (ele a chamava de "Nga"), com quem teve uma filha, Jonelle Anderso, em 1957, e um filho, Huter Anderson, no ano seguinte. Esse segundo casamento durou até 1962.
Em 1959 Adam foi para Hollywood e adotou o nome artístico de Adam West. Conseguiu pequenos papéis em filmes de faroeste e após sete anos ele finalmente conseguiu o papel que o levou à fama quando, em 1966, estrelou como Batman, pela rede ABC.
Em 1972 casou-se com Marcelle Tagand Lear, com quem teve dois filhos: Nina, em 1976 e Perrin, em 1979. Em 1994 lançou uma auto biografia chamada Back to the Batcave.

## Retorno à franquia Batman
West repetiu várias vezes seu papel como Batman/Bruce Wayne, primeiro na série animada The New Adventures of Batman e em outras séries como The Batman/Tarzan Adventure Hour, Tarzan and the Super 7, Super Friends: The Legendary Super Powers Show e The Super Powers Team: Galactic Guardians (substituindo Olan Soule). Em 1979, West, mais uma vez, vestiu o uniforme de Batman no especial de televisão Legends of the Superheroes. Em 1985, a DC Comics homenageou West na publicação de Fifty Who Made DC, em comemoração aos 50 anos da editora.
West foi cotado para interpretar Thomas Wayne, o pai de Bruce Wayne, no Batman de Tim Burton., filme no qual originariamente ele queria interpretar o Batman. West nunca mais apareceu em nenhuma das filmagens da franquia de Batman da década de 1960, fazendo uma aparição em um episódio de 1992 de Batman: The Animated Series, da Fox, mas não como Batman (cujo papel já estava sendo interpretado por Kevin Conroy). Em vez disso, ele retratou Simon Trent, um ator que costumava interpretar um super-herói em uma série de TV chamada The Grey Ghost e que estava com dificuldade em encontrar trabalhos. Mais tarde teve um papel recorrente como a voz do prefeito Grange na série animada The Batman.
O ator retomou seu papel como Batman para o curta-metragem de animação digital Batman: New Times, que ele coestrelou com Mark Hamill, este redublando o Coringa e originalmente desempenhou o mesmo papel em Batman: The Animated Series. West também interpretou Thomas Wayne em um episódio da série Batman: The Brave and the Bold. Na mesma série ele interpretou o robô protótipo do Batman, chamado "Protobot".
Em 2016, voltou a interpretar o Batman no filme animado Batman: Return of the Caped Crusaders, no ano seguinte, foi lançada a sequência Batman vs. Two-Face.

## Morte
Adam West morreu em 9 de junho de 2017, em Los Angeles, Califórnia, Estados Unidos, aos 88 anos de idade, vítima de leucemia.